# Jacopo Bonfadio
Jacopo Bonfadio (Gazzane, 1508 – Genova, 19 luglio 1550) è stato un umanista e storico italiano.

## Biografia
Studiò a Verona e a Padova e, dopo esser stato segretario di diversi membri del clero romano - i cardinali Merino e Ghinucci - e napoletano, a Napoli si legò al circolo che faceva capo allo spirituale Juan de Valdés. Poco prima della morte di questi, nel 1541, il gruppo si disperse e il Bonfadio fu per breve tempo a Roma presso il cardinale Niccolò Ridolfi, passando poi a Padova come precettore di Torquato Bembo, figlio dell'umanista e cardinale Pietro Bembo, ma lasciò l'incarico l'anno dopo, a causa del pessimo carattere del suo allievo, continuando tuttavia a insegnare privatamente.
Nel 1545 fu invitato a insegnare filosofia nell'Università di Genova e intraprese una storia della Repubblica genovese di grande valore culturale e stilistico, gli Annales Genuendis, ab anno 1528 recuperatae libertatis usque ad annum 1550, che gli procurarono l'ostilità di potenti famiglie cittadine, gli Spinola e i Fieschi. Accusato di sodomia, fu condannato alla decapitazione e il suo cadavere fu bruciato e disperso.
Compose in latino una raccolta di poesie dedicata alle bellezze del Lago di Garda e della natura, caratterizzata da toni elegiaci.
Una delle sue opere più significative fu l'epistolario scritto in volgare, ed impreziosito da uno stile raffinato e pervaso da una pregnante umanità. Può definirsi un autoritratto dell'autore, redatto in un momento epocale di transizione dal razionalismo rinascimentale all'atmosfera della Riforma. In questa raccolte di lettere trasparirono i ribollimenti culturali e religiosi di importanti uomini del suo tempo, come il cardinal Gaspare Contarini e Juan de Valdés.

## Opere
- Oratione di Cicerone, in difesa di Milone, tradotta di latino in uolgare da Giacomo Bonfadio, In Vinegia: in casa de' figliuoli di Aldo, 1554
- Il primo volume delle rime scelte da diuersi autori, di nuouo corrette , et ristampate, a cura di Lodovico Dolce, In Vinegia : appresso Gabriel Giolito de' Ferrari, 1563
- Annalium Genuensium ab anno 1528. Recuperatae libertatis vsque ad annum 1550. Iacobi Bonfadij libri quinque, Nunc primum in lucem editi, & ab innumeris mendis, quibus complures manu scripti referti erant, emendati & indice locupletissimo aucti. A Bartolomeo Paschetto Veronensi medico & philosopho. Papiae: apud Hieronymum Bartolum, 1586
- Lettere famigliari di m. Jacopo Bonfadio veronese con altre sue piccole opere, che ci rimangono, di prosa, e verso volgare, e latino nuovamente raccolte, In Bologna: nella stamperia del Longhi: ad istanza di Gioseffo Neri libraro, 1744
- Lettere famigliari di Jacopo Bonfadio di Gazano sulla riviera di Salò con altri suoi componimenti in prosa ed in verso e colla vita dell'autore scritta dal signor conte Giammaria Mazzuchelli accademico della Crusca. Il tutto insieme raccolto e dato alla luce dall'abate Antonio Sambuca, In Brescia: presso Jacopo Turlini, 1746
- Le lettere e una scrittura burlesca; edizione critica con introduzione e commento di Aulo Greco, Roma: Bonacci, 1978